# 486
Cette page concerne l'année 486  du calendrier julien. Pour l'année 486 av. J.-C., voir 486 av. J.-C. Pour le nombre 486, voir 486 (nombre). Pour les autres significations, voir 486 (homonymie).
L'année 486 est une année commune qui commence un mercredi.

## Événements
- Février : deuxième concile de Séleucie-Ctésiphon ou d'Acace. L’Église de l'Orient adopte le nestorianisme[1].
- Printemps[2] : victoire de Clovis sur Syagrius, le dernier gouverneur romain de la Gaule, à la bataille de Soissons. Le domaine gallo-romain, comprenant la majeure partie du Nord de la Gaule hormis la Bretagne, passe sous domination franque[3].

- En Chine, les Wei du Nord introduisent un nouveau système de distribution des terres, basé sur une distribution égalitaire des champs cultivés (juntianfa). Les terres à céréales ne sont distribués qu'à titre précaire, afin que les familles de paysans puissent profiter à tour de rôle des meilleurs tènements[4]. Ce système reste en place pendant trois siècles[5].

## Décès en 486
- Syagrius, dernier roi du domaine gallo-romain, qui s'étend de la Somme à la Loire, et de la Bretagne à la Meuse.